# Saint-Marcel (Saône-et-Loire)
Saint-Marcel ist eine französische Gemeinde mit 6211 Einwohnern (Stand 1. Januar 2022) im Département Saône-et-Loire in der Region Bourgogne-Franche-Comté. Sie gehört zum Arrondissement Chalon-sur-Saône und zum Kanton Saint-Rémy. Die Bewohner werden San-Marciaux genannt.
Die Gemeinde erhielt 2022 die Auszeichnung „Zwei Blumen“, die vom Conseil national des villes et villages fleuris (CNVVF) im Rahmen des jährlichen Wettbewerbs der blumengeschmückten Städte und Dörfer verliehen wird.

## Geografie
Saint-Marcel liegt etwa 2,5 Kilometer ostsüdöstlich von Chalon-sur-Saône. Nachbargemeinden von Saint-Marcel sind Châtenoy-en-Bresse im Norden, Oslon, Lans und Épervans im Osten und Südosten, Lux im Süden und Chalon-sur-Saône im Westen.

## Bevölkerungsentwicklung

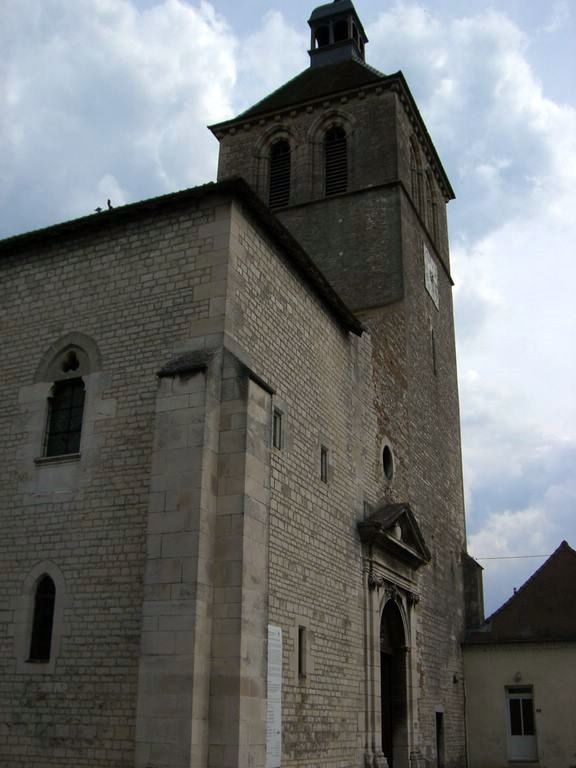
Pfarrkirche, ehemalige Klosterkirche

| Jahr      | 1962 | 1968 | 1975 | 1982 | 1990 | 1999 | 2007 | 2020 |
| Einwohner | 3198 | 3516 | 4253 | 3973 | 4118 | 4901 | 5669 | 6188 |

## Sehenswürdigkeiten
- Ehemaliges Kloster Saint-Marcel, Klosterkirche seit 1862 als Monument historique klassifiziert
- Reste eines römischen Tempels (2. Jahrhundert)

## Persönlichkeiten
- Marcellus soll hier im Jahr 178 den Märtyrertod erlitten haben
- Guntchramn († 592), merowingischer Teilkönig, wurde in Saint-Marcel bestattet
- Petrus Abaelardus (1079–1142) starb in Saint-Marcel und wurde im Kloster bestattet, bevor der Leichnam nach Troyes überführt wurde